# Росенський
Росенський (пол. Roseński potok) — гірський потік в Україні, у Богородчанському районі Івано-Франківської області. Права доплив Саджавки (басейн Дністра).

## Опис
Довжина потоку 8 км, найкоротша відстань між витоком і гирлом — 4,42  км, коефіцієнт звивистості потоку — 1,81 . Формується безіменними струмками та загатою. Потік тече у Східних Карпатах на Гуцульщині.

## Розташування
Бере початок на північно-західних схилах безменної гори (403 м), на південно-східній стороні від села Глибівка. Тече переважно на північний схід через колишній фільварок Замчисько і в Старих Богородчан впадає у річку Саджавку, ліву притоку Бистриці Солотвинської.